# 安德魯·瓦耶特
安德魯·瓦耶特（英語：Andrew Wyatt，1971年5月15日—）是一名美国音樂家、詞曲作家和錄音製作人。他憑藉2018年電影榮獲奥斯卡最佳原创歌曲奖和葛萊美獎最佳影視媒體作品歌曲。

## 外部連結
- Andrew Wyatt （页面存档备份，存于） on Myspace
- Andrew Wyatt （页面存档备份，存于） on Last.fm
- 安德魯·瓦耶特在互联网电影资料库（IMDb）上的資料（英文）